# Adrian Sosnovschi
Adrian Sosnovschi (n. 13 iunie 1977, Chișinău) este un fost fotbalist din Republica Moldova care s-a retras din activitate în 2013. Ultima dată el a evoluat pentru clubul Milsami Orhei, în Divizia Națională.
Din 4 februarie 2016 este antrenor principal al clubului FC Milsami Orhei, după ce l-a înlocuit în funcție pe Iurie Osipenco.
Adrian Sosnovschi a fost membru al selecționatei Moldovei între anii 1999–2002, jucând pentru ea 11 meciuri în preliminariile de la Campionatul Mondial de Fotbal 2002 și cele de la Campionatul European de Fotbal 2004.

## Viața personală
El este căsătorit cu Victoria și are două fiice: Adriana (n. 1998) și Cristina (n. 2003).